# Чаплі (Самбірський район)
Чаплі́ — село в Україні, у Самбірському районі Львівської області. Населення становить 748 осіб. Орган місцевого самоврядування — Хирівська міська рада.

## Географія
Рельєф — поверхня села складається з рівнини на півночі та горбистої поверхні з широкими долинами на півдні. Висота території коливається в межах 295—370 м над рівнем моря. В природно-геологічному відношенні територія села розташована в західній частині Самбірської підзони Передкарпаття, в басейні річки Стривігор (Стрв'яж). В геологічному відношенні цей район являє собою складне геолого-тектонічне утворення (Радицька синкліналь), яке тісно пов'язане з геологічною будовою Передкарпаття.
Клімат — помірно-континентальний. Літо досить жарке і дощове, осінь тепла і порівняно суха, а зима з частими відлигами.
Ґрунтові води — по всій території села залежно від геологічної будови (різнопланове дренажування окремих ділянок території) ґрунтові води розміщені неоднаково і залягають на різних глибинах від 1 до 20 м. У долинах балок вони залягають близько до поверхні і є джерелом живлення струмків та річки.

## Історія
23 листопада 1374 в ході колонізації загарбаної Галичини Володислав Опольський віддав Чаплі (також Добромиль, Смільницю, Сушицю, Хирів, Городовичі, Старяву, Сусідовичі) своїм посіпакам братам Гербурту і Фрідріху Павезам. До 1772 р. село знаходилося в Перемишльській землі Руського воєводства.
Станом на 1900 рік у селі проживало 762 людини (762 - греко-католики, 27 - іудеї, 7 - римо-католики) у 137 будинках.

## Населення

### Мова
Розподіл населення за рідною мовою за даними перепису 2001 року:
| Мова       | Кількість | Відсоток |
| ---------- | --------- | -------- |
| українська | 891       | 99.66%   |
| російська  | 3         | 0.34%    |
| Усього     | 894       | 100%     |

## Відомі уродженці
- Козак Микола Іванович